# Klaus Köste
Klaus Köste (* 27. Februar 1943 in Frankfurt (Oder); † 14. Dezember 2012 in Wurzen) war ein deutscher Gerätturner. Er startete für die DDR und errang insgesamt elf Medaillen bei Olympischen Spielen sowie Welt- und Europameisterschaften, darunter den Olympiasieg bei den Spielen 1972 in München im Pferdsprung und zwei Europameistertitel am Reck. Darüber hinaus gewann er bei DDR-Meisterschaften 34 nationale Einzeltitel und ist damit einer der erfolgreichsten Turner in der deutschen Sportgeschichte.

## Sportliche Erfolge

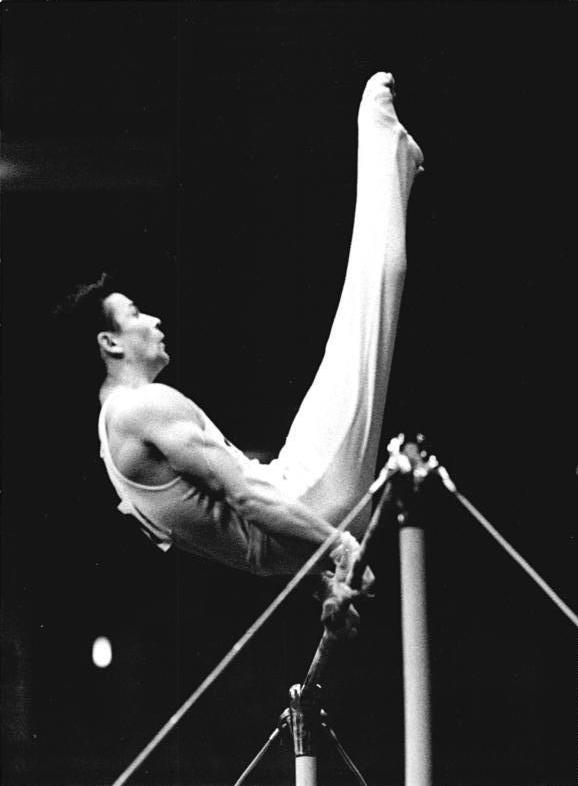
Klaus Köste am Reck bei den Weltmeisterschaften 1970

Klaus Köste begann 1949 im Alter von sechs Jahren in seiner Geburtsstadt Frankfurt (Oder) mit dem Turnsport und wechselte später nach Leipzig. Er gewann mit der gesamtdeutschen Mannschaft bei den Olympischen Sommerspielen 1964 in Tokio sowie mit der Mannschaft der Deutschen Demokratischen Republik (DDR) bei den Olympischen Sommerspielen 1968 in Mexiko-Stadt und bei den Olympischen Sommerspielen 1972 in München insgesamt drei Bronzemedaillen im Mannschaftsmehrkampf. Darüber hinaus wurde er in München Olympiasieger im Pferdsprung. Weitere Einzelplatzierungen waren ein vierter Platz bei den Spielen 1968 am Reck sowie ein fünfter Platz 1972 im Bodenturnen. Für seinen Olympiasieg erhielt er im gleichen Jahr den Vaterländischen Verdienstorden in Silber. 1974 erhielt er nochmals diese Auszeichnung.
Bei den Turn-Weltmeisterschaften 1970 gewann Klaus Köste eine Bronzemedaille am Reck. In den Jahren 1971 und 1973 wurde er am gleichen Gerät Europameister. Darüber hinaus belegte er bei den Europameisterschaften 1971 den zweiten Platz am Barren und den dritten Platz im Pferdsprung sowie 1973 im Bodenturnen und im Einzelmehrkampf jeweils den dritten Platz.
Bei DDR-Meisterschaften gewann er zwischen 1961 und 1974 insgesamt 34 Einzeltitel. Sein Heimatverein war bis 1963 der SC Lokomotive Leipzig und danach der SC DHfK Leipzig, bei dem er von Jochen Nonnast und Siegfried Fülle trainiert wurde.

## Leben nach dem Leistungssport

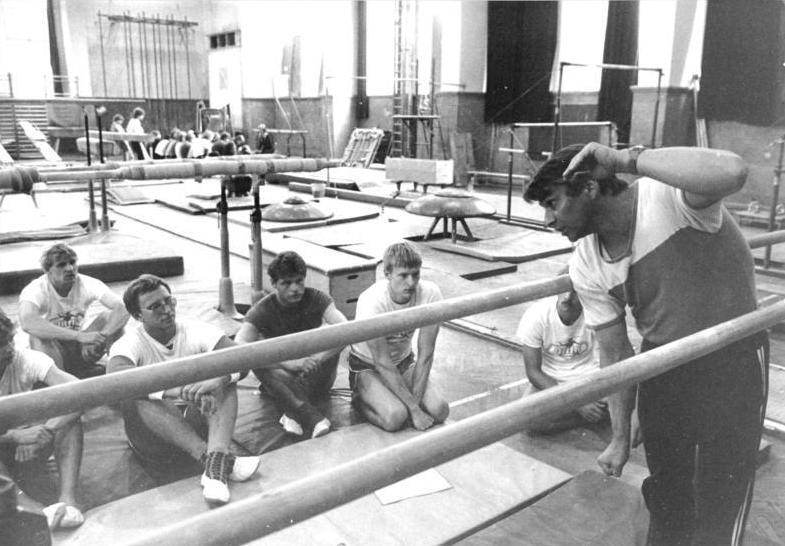
Klaus Köste an der DHfK, 1985

Aufgrund eines Achillessehnenrisses beim Training während der Turn-Weltmeisterschaften 1974 beendete Klaus Köste seine sportliche Laufbahn. Er schloss 1975 ein Studium an der Deutschen Hochschule für Körperkultur (DHfK) als Diplom-Sportlehrer ab und wirkte von 1974 bis 1976 als Cheftrainer für Frauenturnen sowie von 1976 bis 1985 als Cheftrainer Turnen beim SC Leipzig. Danach war er bis 1987 als Hochschullehrer an der DHfK tätig. Später war er unter anderem von 1998 bis 2002 Referent des ehemaligen Radweltmeisters Gustav-Adolf Schur, der für die Partei des Demokratischen Sozialismus (PDS) als Abgeordneter dem Deutschen Bundestag angehörte. Für den Deutschen Turner-Bund war er von 2001 bis 2004 im Bereichsvorstand Sportartentwicklung für Großveranstaltungen verantwortlich.
Im Jahr 2005 musste sich Klaus Köste einer Herzoperation unterziehen, meldete sich danach aber als Senioren-Turner an den Geräten zurück. Zuletzt vertrat er im Sommer 2012 das deutsche Turnen mit Schau-Auftritten in Hongkong. Kurz danach war Köste gemeinsam mit der ältesten Turnerin der Welt, Johanna Quaas, Gast beim 90. so genannten Jahnturnfest in Freyburg. Beide hatten geplant, auch beim Internationalen Deutschen Turnfest 2013 in der Rhein-Neckar-Region als „Deutsches Turn-Dream-Team“ beim Senioren-Turnen aufzutreten.
Klaus Köste starb am 14. Dezember 2012 im Alter von 69 Jahren an Herzversagen.
2014 wurde Klaus Köste postum in die International Gymnastics Hall of Fame (Oklahoma) aufgenommen.